# Alessio Cerci
Alessio Cerci (nascut el 23 de juliol de 1987) és un exfutbolista italià que jugava com a migcampista. Va ser internacional amb la selecció italiana.